# Mohammed ben Mizzian
Mohammed Ben Mizzian Al Kassem (àrab: محمد أمزيان, Muḥammad Amizziyān) (Beni Ensar (Província de Nador), 1 de febrer del 1897 - Madrid (Espanya), 1 de maig del 1975) fou un militar espanyol i marroquí.
Fill d'un caid marroquí que donava suport al protectorat espanyol al Marroc, Mohammed ben Mizzian fou apadrinat pel Rei d'Espanya Alfons XIII que el va fer entrar a l'Acadèmia d'Infanteria de Toledo. Ascendint ràpidament a la jerarquia militar espanyola durant la Guerra del Rif i la Guerra Civil espanyola va arribar a ostentar el càrrec de capità general a l'exèrcit espanyol. Amb la independència del Marroc i la formació del seu propi exèrcit, ben Mizzian ocuparia diferents càrrecs en la cúpula militar de les Forces Armades del Marroc. El 27 de març de 1975, va ingressar a l'Hospital General de l'Aire a Madrid, on va morir l'1 de maig.
Durant la Guerra Civil espanyola seria conegut pels seus crims de guerra i accions de terror, com violacions i execucions de presoners de guerra i civils.

## Joventut
Ben Mizzian era fill del caid marroquí Mohamed Ameziane, cabdill de Mazuza i fidel als colonitzadors espanyols. Va néixer a Beni Ansar, a la Província de Nador), l'1 de febrer del 1897 i de petit va assistir a l’Escola Indígena de Melilla. Segons el diari El Telegrama del Rif, als 13 anys, durant una visita del rei Alfons XIII a l'Escola Indígena, Mohammed ben Mizzian va sortir a la pissarra i va resoldre un problema a més a més d'assenyalar correctament a un mapa d'Europa rius, regions i capitals. Alfons XIII li va preguntar que què volia ser de gran i li va contestar que: capità. A partir d'aleshores ben Mizzian seria apadrinat per Alfons XIII i, al complir 16 anys, amb el seu pare ja mort, ingressaria a l'Acadèmia d'Infanteria de Toledo, modificant la llei per permetre que un alumne no cristià hi estudiés.
El 1916 va sortir de l'acadèmia amb la graduació d'alferes i va ser destinat al nord d'Àfrica, on al cap de dos anys va ascendir a tinent. Durant la Guerra del Rif (1921-1926), Mizzian va dirigir tropes marroquines contra el cabdill rifeny Abd el-Krim. Ferit durant la batalla d'Annual el 1921, va ser ascendit primer a capità, el 1923, i més tard a comandant, el 1925, per mèrits de guerra. Va ser durant aquesta campanya que Mizzian va començar a relacionar-se amb els altres militars africanistes, com Francisco Franco, amb qui sempre tindria una relació d'amistat i a qui salvaria la vida el 1924.

## Guerra Civil espanyola
Un informe de principis de l'etapa del Front Popular espanyol de la Unió Militar Republicana Antifeixista de Melilla el citava com un dels cinc únics militars de la Circumscripció Oriental del Marroc sense un sentit específic antirepublicà. Tot i això, després d'una reunió amb l'enllaç del general Mola, Juan Seguí Almuzara, a finals de la primavera es va afegir a la conspiració per enderrocar el govern republicà espanyol.
El juliol de 1936 estava destinat com a comandant del II batalló de regulars 5, amb seu a Segangan, uns 20 km al sud de Melilla. A la tarda del 17 de juliol, tot just rebre les notícies de la sublevació, va dirigir el seu batalló cap a Melilla on va enfrontar-se contra les tropes de regulars 2 de la base d'hidroavions de l'Atalayón, on un nombre reduït de soldats de les Forces Aèries de la República Espanyola, dirigits per Virgilio Leret Ruiz, va mantenir-se fidel i es van oposar als revoltats. Laret es va rendir després d'un breu intercanvi de trets, on van morir un sergent i un soldat marroquins, i a continuació van ser afusellats ell i tota la guarnició.
Amb la victòria al Marroc, el 14 d'agost de 1936, Mizzian va aterrar a Jerez de la Frontera i va continuar dirigint el seu batalló durant la presa de l'Alcàsser de Toledo i l'atac contra Madrid. Durant la batalla de la Ciutat Universitària de Madrid Mizzian resultaria ferit en combat i seria ascendit a tinent coronel i posteriorment participaria en la batalla de Santander. El 1938, com a coronel, seria assignat al comandament de la 1a divisió de Navarra i participaria en la batalla de l'Ebre i a l'ofensiva de Catalunya.

### Crims de guerra
Mohammed ben Mizzian, durant la Guerra Civil espanyola, seria protagonista de diversos crims de guerra, concretament: violacions, assassinat de presoners i pillatge.
Els fets van ser recollits a la revista Foreign Affairs per l'historiador i periodista John Whitaker l'octubre del 1942. Acabat el setge de l'Alcàsser de Toledo els 200 ferits que hi havia a l'hospital de San Juan Bautista van ser executats llançant-los granades de mà.
Mizzian també va prometre dones blanques a la seva tropa si prenien Madrid, però abans d'això ja va forçar a la prostitució tant a dones marroquines com a noies de la zona a un bordell de Navalcarnero. Durant la caiguda de Manresa almenys 3 manresanes, després d'intentar-les violar, i un soldat ferit van ser assassinats a mans de tropes de Mizzian.
A més a més, les forces marroquines també eren famoses pels saquejos, ja que eren una tropa que entenia la guerra com una manera de fer negoci. Especialment buscaven or ja fos robant-lo a punta de canó en el cas de les joies o extraient les peces dentals dels ciutadans. Sovint, després del pillatge aprofitaven per col·locar parades de productes escassos: tabac, xocolata, licors, plàtans…

## Postguerra
Acabada la Guerra Civil espanyola, el dictador Francisco Franco el va nomenar comandant general de Ceuta. El 1953 va ser ascendit a tinent general i se li va donar el comandament de la Capitania General de la VIII Regió Militar (Galícia). El 1955 fou nomenat capità general de Canàries.
Amb la independència del Marroc l'any 1956 el rei Muhàmmad V del Marroc li va demanar que s'encarregués de l'organització del nou exèrcit marroquí i per això va demanar la baixa de l'exèrcit espanyol, sent-li concedida el 22 de març del 1957.
Al Marroc es va ocupar en primer moment del lloc d'inspector de les Forces Armades Reials i el 1957-58, juntament amb el futur rei Hassan II, va dirigir la repressió de la sublevació del Rif, bombardejant els habitants amb napalm.
El 1964 va ser nomenat ministre de defensa del Marroc i el 22 de febrer de 1966 Hassan II el va enviar com ambaixador del Marroc a Madrid. El 1970 va tornar a formar part del govern com a ministre d'estat i el 17 de novembre d'aquell any va ser ascendit a mariscal, convertint-se amb el militar de més alta graduació de l'exèrcit marroquí.
El 27 de març de 1975, va ser ingressat a l'Hospital General de l'Aire, a Madrid, on va morir l'1 de maig següent a causa d'una greu malaltia. Les seves restes van ser traslladades al Marroc.
El 2006, una de les seves filles, Leila, va obrir un museu privat dedicat a la memòria del seu pare a la seva localitat natal a Beni Ensar, instal·lat a una casa que li va regalar Franco.